# Helice tridens
Espèce
Helice tridens est une espèce de crabes de la famille des Varunidae qui se rencontre principalement dans les vasières sur les côtes japonaises et coréennes.

## Historique
Helice tridens a été décrit en 1835 sous le protonyme Ocypode tridens par le zoologiste néerlandais Willem de Haan (1801-1855) , dans Fauna Japonica, un recueil de monographies illustrant la diversité de la faune japonaise.

## Morphologie
Les mâles et les femelles ont une morphologie similaire, avec des pinces symétriques et une largeur de carapace variant de 14 à 35 millimètres.

## Aire géographique
On trouve Helice tridens principalement sur les côtes japonaises et sud-coréennes, dans des eaux tempérées.

## Habitat
Ce crabe adopte un mode de vie semi-terrestre, se retrouvant principalement dans des zones de faible profondeur. Il retourne néanmoins dans des eaux plus profondes pour la reproduction. Les adultes comme les larves d'H. tridens présentent une résistance élevée à la salinité de l'eau, mais ne peuvent survivre en eau douce.

## Régime alimentaire
Helice tridens a un mode de vie à la fois diurne et nocturne, avec un niveau d'activité similaire à toute heure de la journée. H. tridens possède un régime alimentaire détritivore, se nourrissant principalement de débris d'animaux et de plantes, ainsi que de sédiments trouvés dans les vasières où il est majoritairement trouvé. Les adultes présentent un comportement de prédateur plus prononcé que les juvéniles, et présentent même des traces de cannibalisme. Afin d'éviter ces comportements, les individus les plus chétifs s'abritent dans des terriers. 

## Reproduction
H. tridens se reproduit dans des eaux plus profondes, par l'intermédiaire de frayères. La femelle pond principalement entre avril et juin, et a une couvée moyenne allant jusqu'à 42 000 œufs, chaque œuf ayant pour diamètre moyen 0,36 millimètres.

## Prédation
Helice tridens est une des proies préférées du raton laveur, une espèce invasive au Japon, qui se nourrit des juvéniles comme des adultes.

## Synonymes
Helice tridens a pour synonymes :
- Helice latreillei (H.Milne Edwards, 1837)
- Helice latreilli (H.Milne Edwards, 1837)
- Ocypode tridens De Haan, 1835